# Marco Kreuzpaintner
Marco Kreuzpaintner (Rosenheim, 11 marzo 1977) è un regista, sceneggiatore e produttore cinematografico tedesco.

## Biografia
Il film che lo ha reso più celebre è Sommersturm (2004), storia del disagio di un adolescente che scopre l'amore per il proprio migliore amico, che Kreuzpaintner ha sia diretto che sceneggiato.
Nel 2006, il regista ha diretto un film hollywoodiano dal titolo Trade - Welcome to America, uscito nelle sale l'anno successivo. La pellicola, che ha per protagonista Kevin Kline, porta alla luce il problema del commercio e dello sfruttamento di bambini al confine tra America e Messico, raccontando le vicende di un giovane messicano che chiede l'aiuto di Ray Sheridan, il personaggio interpretato da Kline, per ritrovare la sorellina rapita. Tra gli altri interpreti da segnalare anche Alicja Bachleda-Curuś, già protagonista di Sommersturm.

## Filmografia

### Regista

#### Cinema
- Entering Reality (1999) – cortometraggio
- Nebensächlichkeiten (2000) – cortometraggio
- Der Atemkünstler (2000) – cortometraggio
- Ganz und gar (2003)
- Sommersturm (2004)
- Trade - Welcome to America (2007)
- Krabat e il mulino dei dodici corvi (Krabat) (2008)
- Coming In (2014)
- Stadtlandliebe (2016)
- Il caso Collini (2019)

#### Televisione
- Beat – serie TV, 7 episodi (2018)
- Soulmates – serie TV, episodi 1x03-1x04 (2020)
- Progetto Lazarus (The Lazarus Project) – serie TV, 4 episodi (2022)
- Bodies – serie TV, 4 episodi (2023)
- Those About to Die – miniserie TV (2024)

### Sceneggiatore
- Entering Reality, regia di Marco Kreuzpaintner (1999) – cortometraggio
- Der Atemkünstler, regia di Marco Kreuzpaintner (2000) – cortometraggio
- Sommersturm, regia di Marco Kreuzpaintner (2004)
- Die Wolke, regia di Gregor Schnitzler (2006)
- Krabat e il mulino dei dodici corvi, regia di Marco Kreuzpaintner (Krabat) (2008)
- Coming In, regia di Marco Kreuzpaintner (2014)
- Lui è tornato (Er ist wieder), regia di David Wnendt (2015)